# Нумруг
Нумруг (монг. Нөмрөг) –з 1931 року сомон Завханського аймаку, Монголія. Територія 3,3 тис. км², населення 2,9 тис. Центр сомону Ходорго розташований на відстані 960 км від Улан-Батора, 150 км. від міста Уліастай.

## Рельєф
Гори заввишки до 2800 м, багато неглибоких озер

## Клімат
Різкоконтинентальний клімат. Середня температура січня -24-32 градуси, липня +12-18 градусів. У середньому протягом року випадає 220-350 мм опадів.

## Економіка
Запаси корисних копалин майже не вивчені.

## Тваринний світ
Водяться зайці, вовки, лисиці, тарбаганів, кішки-манули.

## Соціальна сфера
Є школа, лікарня, сфера обслуговування
.